# 六道冥官祭
六道冥官祭（ろくどうめいかんさい）とは、陰陽道で行われる祭祀の1つ。天曺地府祭（てんちゅうちふさい）または天曹地府祭（てんそうちふさい）と呼ばれる場合もある（陰陽道を掌る安倍氏においては、「曹」を用いずに代字として「曺」を用いた）。泰山府君・天曹・地府を中心とした12座の神に金幣・銀幣・素絹・鞍馬・撫物などを供えて無病息災・延命長寿を祈祷する儀式である。天皇や将軍の交替という国家の大事にも行われたために陰陽道でも最も重要な儀式として位置づけられた。
院政期に中国の封禅思想や仏教の六道思想を取りこむ形で行われ、鎌倉時代に入ると、鎌倉幕府の将軍宣下の際に合わせて安倍氏の手によって行われる儀式となった他、天皇や貴族や武士の間で定期的あるいは災厄の発生や天変地異、補任などの臨時の祈祷として行われるようになった。土御門家が室町幕府の庇護下で安倍氏の宗家として確立されるようになると、将軍の御代始の儀式として同家が管掌するようになった。江戸時代に入ると、江戸幕府の将軍宣下では勿論のこと、天皇の即位式の際にも土御門家によって行われるようになり、明治天皇の時に政治的混乱で行われないまま陰陽寮の廃止に至るまで続けられた。
陰陽道の儀式であるが、中国の封禅思想をはじめ、加持・燻香・打磐などの仏教様式や拍手・奉幣・中臣祓などの神道様式、法螺などの修験道様式が取り入れられた。
祭神とされた12の神は「冥道12神」と称され、泰山府君・天曹・地府・水官・北帝大王・五道大王・司命・司禄・六曹判官・南斗・北斗・家親丈人を指し、例外はあるものの、原則として他の儀式で用いられる都状ではなく祭文を奉じるのも特徴である。